# Hitzone 6
TMF Hitzone 6 is een verzamelalbum. Het album, onderdeel van de serie Hitzone, werd op 7 mei 1999 uitgegeven door de Nederlandse muziekzender TMF. TMF Hitzone 6 belandde op de 1e plaats in de Verzamelalbum Top 30 en wist deze positie acht weken te behouden.

## Nummers
| Nr. | Titel                                 | Uitvoerend artiest                     | Duur |
| --- | ------------------------------------- | -------------------------------------- | ---- |
| 1.  | ...Baby One More Time                 | Britney Spears                         | 3:30 |
| 2.  | We're going to Ibiza!                 | Vengaboys                              | 3:38 |
| 3.  | Tarzan & Jane                         | Toy-Box                                | 2:59 |
| 4.  | Şımarık                               | Tarkan                                 | 3:10 |
| 5.  | Narcotic                              | Liquido                                | 3:30 |
| 6.  | It's Not Right but It's Okay          | Whitney Houston                        | 4:13 |
| 7.  | Flat Beat                             | Mr. Oizo                               | 3:55 |
| 8.  | You Get What You Give                 | New Radicals                           | 4:39 |
| 9.  | Better Off Alone                      | DJ Jurgen                              | 3:35 |
| 10. | The Launch                            | DJ Jean                                | 3:36 |
| 11. | Don't Stop                            | ATB                                    | 3:45 |
| 12. | You Don't Stop                        | Buzzy Bus                              | 3:27 |
| 13. | You Don't Know Me                     | Armand Van Helden                      | 4:00 |
| 14. | Here We Come                          | Timbaland feat. Missy Elliott & Margoo | 4:36 |
| 15. | When it's My Turn                     | VIP Allstars                           | 3:44 |
| 16. | Thinking of You                       | *NSYNC                                 | 3:59 |
| 17. | Better Best Forgotten                 | Steps                                  | 3:41 |
| 18. | Renaissance                           | Postmen feat. Dignity                  | 3:41 |
| 19. | Harder dan ik hebben kan (bonustrack) | BLØF                                   | 4:10 |
| 20. | E-mail to Berlin (bonustrack)         | Double Date                            | 6:32 |